# Jodi Taffel
Jodi Taffel (ur. 31 stycznia 1964 w Nowym Jorku) – amerykańska aktorka.

## Filmografia
- Taniec rządzi (2010 i 2011) jako Brenda (Kelnerka) (4 odcinki)
- Castle (2011) jako Carrie Edwards
- Days of Our Lives (2010) jako Charlene
- Ruby & the Rockits (2009)
- Siostra Hawthorne (2009)
- Brzydula Betty (2007) jako pielęgniarka
- Gotowe na wszystko (2006) jako pani Horowitz
- The War at Home (2006) jako Andrea
- Over There (2005) jako Sue (3 odcinki)
- The Fallen Ones (2005)
- Bez skazy (2003) jako Cindy
- Judge Koan (2003) jako Louise
- Thieves (2001) jako oficer Pinchuk
- Nowojorscy gliniarze (2001) jako Brenda
- Strong Medicine (2000) jako Felicia
- Chicago Hope (2000) jako pielęgniarka Barr
- Egzamin z życia (The Parkers) (2000)
- Roswell (1999) jako sekretarka
- A życie kołem się toczy (1999) jako recepcjonistka
- Martial Law (1999) jako urzędnik państwowy
- Becker (1999) jako pani Allesandro
- Pacific Palisades (1997) jako urzędnik przyjęć
- Ostry dyżur (1997) jako pielęgniarka chirurgiczna
- Nash Bridges (1996) jako Venus
- Frasier (1995) jako pielęgniarka
- Jedwabne ponczoszki (1994) jako Ellie Otis
- Świat według Bundych (1994)